# Güttingen
Güttingen (toponimo tedesco) è un comune svizzero di 1 560 abitanti del Canton Turgovia, nel distretto di Kreuzlingen.

## Geografia fisica
Güttingen si affaccia sul lago di Costanza.

## Monumenti e luoghi d'interesse

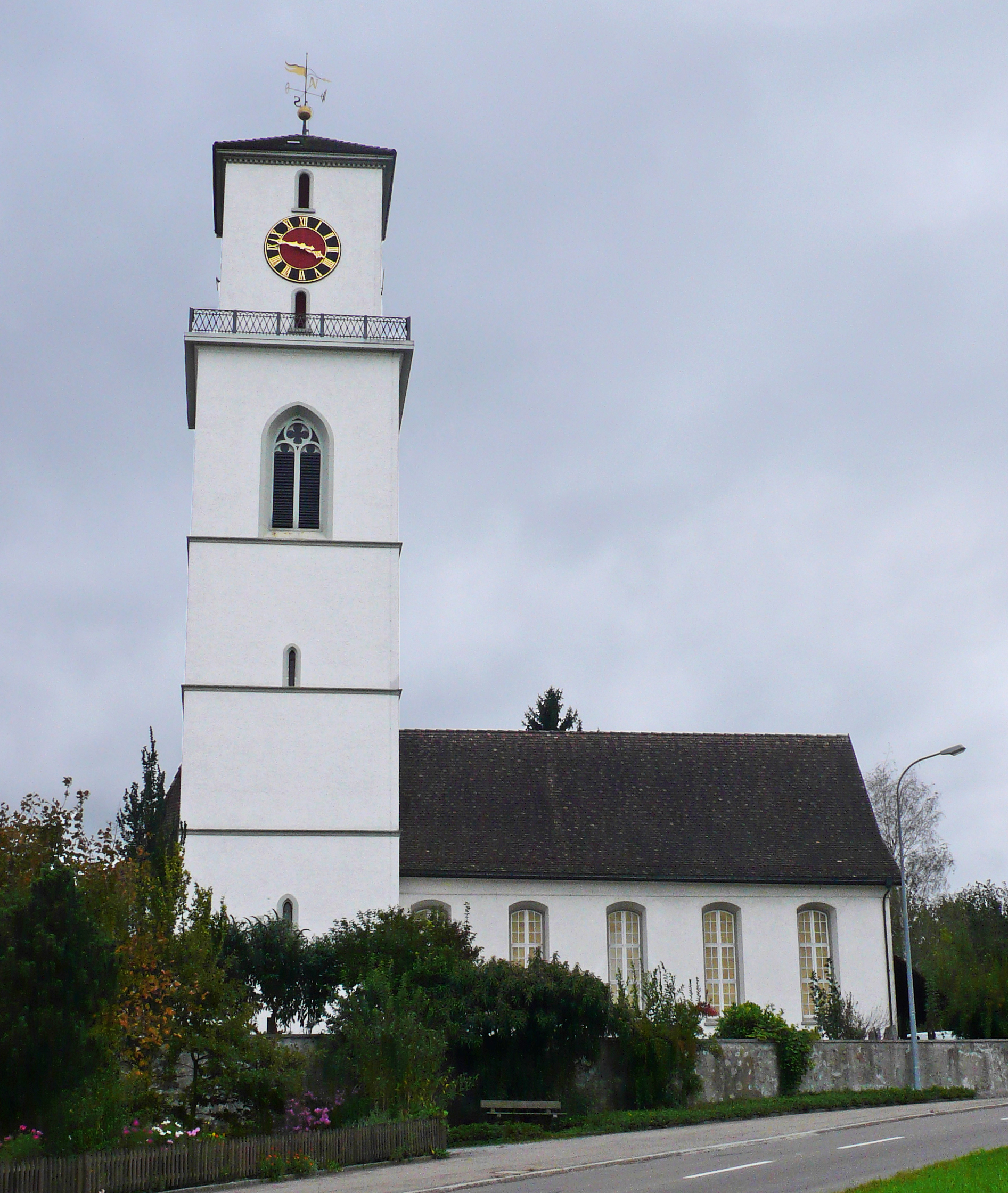
La chiesa paritaria

- Chiesa paritaria, attestata dal 1275[1].

## Società

### Evoluzione demografica
L'evoluzione demografica è riportata nella seguente tabella:
Abitanti censiti

## Amministrazione
Ogni famiglia originaria del luogo fa parte del cosiddetto comune patriziale e ha la responsabilità della manutenzione di ogni bene ricadente all'interno dei confini del comune.

## Infrastrutture e trasporti
Güttingen è servito dall'omonima stazione sulla ferrovia Sciaffusa-Rorschach.